# Eliane de Lima Jacques
Pour les articles homonymes, voir Jacques.
Eliane de Lima Jacques est une botaniste brésilienne spécialiste des bégonias.

## Biographie
Eliane de Lima Jacques est titulaire d'une maîtrise en sciences biologiques de l'Université fédérale de Rio de Janeiro en 1993 puis d'un doctorat en botanique de l'Université de São Paulo en 2002. Elle est depuis 2010 Maitresse de Conférences à l'Université fédérale rurale de Rio de Janeiro. Elle travaille sur  la taxonomie des phanérogames, en particulier les Begoniaceae.
Begonia calvescens est élevé en 2004 au rang d'une nouvelle espèce grâce à son travail de thèse dirigée par Maria Candida Henrique Mamede.